# (8404) 1995 AN
1995 أي أن (ويعرف أيضًا باسم (8404) 1995 أي أن وفق تسمية الكوكب الصغير) (بالإنجليزية: 1995 AN)‏ هو كويكب ضمن حزام الكويكبات؛ وترتيبه 8404 من حيث الاكتشاف.
اكتُشف هذا الجُرم الفلكي بواسطة Timothy B. Spahr ‏ في 1995.

## وصلات خارجية
- (8404) 1995 AN في قاعدة بيانات مختبر الدفع النفاث لأجرام النظام الشمسي الصغيرة

- الاكتشاف · مخطط المدار ·  العناصر المدارية · المعلمات المادية

- (8404) 1995 AN على موقع ويكي سكاي: DSS2, SDSS, GALEX, IRAS, Hydrogen α, X-Ray, Astrophoto, Sky Map, Articles and images